# Døbefont
En døbefont (latin fons, kilde) er en kumme til brug ved barnedåb i kirken.
Dåben var en fuldstændig neddypning, og derfor var de ældste døbebrønde
(piscinæ) indhegnede vandbassiner, der som regel fandtes i særlige baptisterier. Kun biskopperne kunne døbe, og derfor fandtes disse bassiner hovedsageligt ved domkirkerne;
de findes nu kun enkelte steder i Sydeuropa. Allerede i den tidlige middelalder fik enhver, der var præsteviet, ret til at døbe, og fra nu af var der i alle sognekirker en døbefont (fons baptismalis).

## Placering i kirkerummet
Døbefontene stod sandsynligvis oprindelig på kirkens længdeakse mellem mands- og kvindedøren, således at det understregedes, at dåben er indgangen til kristenlivet. I middelalderens sidste århundreder blev fonten ofte flyttet yderligere mod vest til tårnrummet, der dermed kom til at fungere som en slags dåbskapel. Først efter reformationen blev døbefontene flyttet til deres nuværende placering nær ved eller i koret i kirkens østende.
Fra 1950'erne har en række udgravninger i danske kirker givet yderligere viden om døbefontenes oprindelige placering. Bl.a. viste Højby Kirke, Vig Kirke, Blistrup Kirke og Thisted Kirke midt mellem mands- og kvindedøren (dog lidt øst herfor) spor af en oval platform til døbefonten. I Thisted er døbefonten i dag anbragt på to cirkulære granitsten, der blev fundet under en restaurering i 1976. Der er fundet spor af platforme i Ishøj Kirke og Gadbjerg Kirke, men her er forhøjningen forbundet med koret via en rampe.
Døbefonte på podier er bevaret i flere kirker på Gotland.

## Udformning
Materialet var som regel sten ( tysk: Taufstein), der blev tilhugget i trommeform eller af form som en kalk, og ofte blev fonten udsmykket med ornamenter og figurer. De har nok været bemalede, men i Danmark blev det ved flere lejligheder i 1800-tallet (1861, 1862 og 1889) påbudt, at al bemaling af stenskulpturer i kirkerne skulle fjernes. Nærmere studier af de danske døbefonte har afsløret rester af bemaling på over 200 fonte. Kummen blev lavet så stor, at et spædbarn kunne dyppes helt ned i den. På grund af det holdbare materiale hører døbefonte til det ældste bevarede kirkeinventar og er ofte lige så gamle som de første stenkirker. Af de gamle døbefonte i romansk stil er mange af lokalt begrænsede typer.
I Danmark har næsten alle landsbykirker døbefonte fra Valdemarstiden. De er som regel af granit og er forskellige fra landsdel til landsdel. Mouritz Mackeprangs bog om de danske døbefonte fra 1941 er stadig standardværket om emnet, og her opregnes 1494 middelalderlige fonte. Det svarer til 86% af døbefontene i de danske landsbykirker. Mackeprangs opdelte dem i følgende typer:
- Sjællandske typer:
  - Slagelsestypen
  - Roskildetypen
  - Kalundborgtypen

- Fynske og Lolland-Falsterske typer:
  - Højbytypen
  - Vindingetypen
  - Storebæltstypen
  - Den sydfynske type
  - Den midtfynske type
  - Lillebæltstypen
  - Kapitælgruppen
  - Arkadetypen
  - Løvegruppen

- Jyske typer:
  - Den vestjyske type
  - Løvefonte
  - Djurslandstypen
  - Arkadetypen

- - Skåne (Skåne var længe en del af Danmark)

- Importerede fonte:
  - Belgien og Nordvestyskland
  - Gotland

Skåne har mange døbefonte af sand- eller kalksten, der er rigt smykkede med figurlige scener. Omkring år 1300 blev døbefonte af gullandsk kalksten i en periode almindelige over hele landet. Men så var markedet mættet, og yngre døbefonte er forholdsvis sjældne.
Norge har mange smukke døbefonte i overgangsstil og tidlig gotik. I Nordtysklands og Danmarks gotiske stilperiode syntes man om døbefonte af malm, der blev støbt af klokkestøbere. Man kan se disse i f.eks. Ribe Domkirke og i Varde og Næstved. Den ældste og mest berømte står i Hildesheim. Både under gotikken og renæssancen fremstillede man dog også døbefonte af sten og en sjælden gang af træ eller smedejern.
Karakteristisk for renæssance- og baroktidens udstyr er fontehatte eller himle af træ, der nu jævnligt forekommer. En vigtig nyhed var det også, at man lagde dåbsfade over kummerne, da man nu holdt op med at dyppe barnet ned i vandet og nøjedes med at hælde vand over dets hoved. Det var en skik, der i reformationstiden omtales som en dårlig nyhed i storbyerne. Omkring år 1600 fik næsten alle danske kirker et dåbsfad. Man brugte pyntefade af messing, som også brugtes i hjemmene.
- Først især Nürnbergfade, der var hamret i form og med fremstillinger af Mariæ Bebudelse, det habsburgske våben eller andre relieffer, omgivet af bogstavrækker, der oftest var meningsløse, samt af springende dyr.
- Ca. 1650 blev hånddrevne messingfade af nederlandsk eller dansk fremstilling almindelige.

I baroktiden fik døbefontene nogle gange form som en svævende figur, der bar fadet. Bertel Thorvaldsen har formet døbefonten i Vor Frue Kirke i København som en muslingeskal, båret af en værdigt knælende engel.